# スティーブン・モレイラ
スティーブン・モレイラ（Steven Moreira、1994年8月13日 - ）は、フランス・ノワジー＝ル＝グラン出身のプロサッカー選手。コロンバス・クルー所属。ポジションはDF。

## 経歴

### クラブ
いくつかのチームを経て、2009年にスタッド・レンヌの下部組織に入団。2013年5月11日、リーグ・アン第36節のヴァランシエンヌFC戦でトップチームデビュー（結果は4-1敗戦）
2016年8月30日、FCロリアンと4年契約を結んだ。
2018年8月10日、トゥールーズFCと3年契約を結んだ。
2021年8月、コロンバス・クルーに移籍した。

### 代表
各年代でフランス代表に選出されている。
2023年10月、カーボベルデ代表に招集され、10月12日のアルジェリア代表戦でA代表初出場。